# Waleriana (imię)
Waleriana – imię żeńskie pochodzenia łacińskiego, żeński odpowiednik imienia Walerian, oznaczające „należąca do Waleriusza, pochodząca od Waleriusza”. 
Imię pozostaje imieniem rzadko nadawanym. W styczniu 2024 w rejestrze PESEL, wśród publicznie dostępnych danych dotyczących osób żyjących, wykazano 14 kobiet o imieniu Waleriana nadanym jako imię pierwsze. 
Waleriana imieniny obchodzi 29 stycznia, 14 kwietnia, 14 czerwca, 23 sierpnia i 15 grudnia.